# The Longest Day (film)

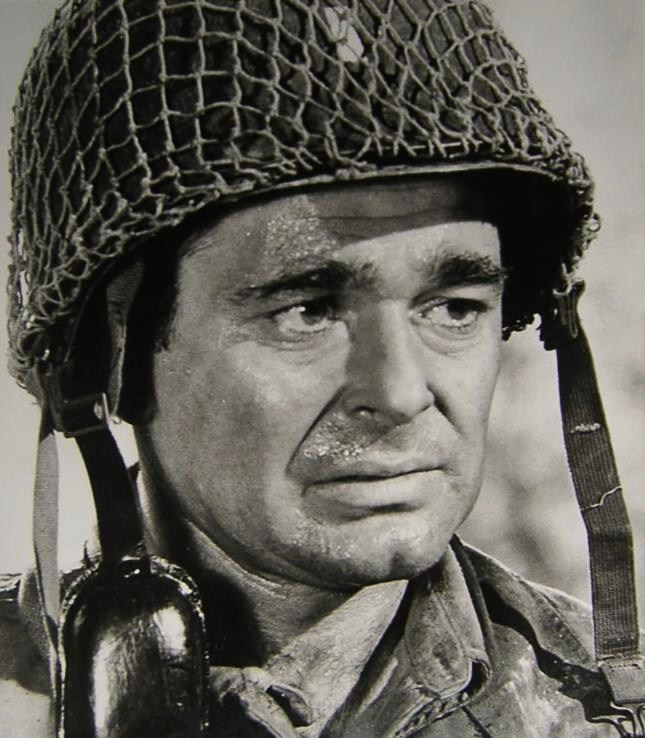
Stuart Whitman als luitenant Sheen

The Longest Day is een Amerikaanse oorlogsfilm uit 1962 over de landing in Normandië. Het is de verfilming van het gelijknamige boek uit 1959. Schrijver Cornelius Ryan kreeg 175.000 dollar voor de filmrechten op zijn boek.
De film is een van de weinige films uit de jaren zestig die in zwart-wit is opgenomen. Er spelen gevestigde namen mee als Richard Todd, Robert Mitchum en John Wayne.
De film was een groot succes in de bioscopen en de opbrengst redde de in financiële problemen gekomen studio 20th Century Fox van het faillissement.

## Verhaal
De film geeft de eerste 24 uur van de landing der geallieerde troepen op D-day in Normandië weer. Hij is opgezet als een docudrama, en hier en daar wordt ook gebruikgemaakt van authentiek filmmateriaal uit de Tweede Wereldoorlog. De film toont eerst hoe de Duitse en geallieerde troepen aan beide zijden van Het Kanaal zich voorbereiden op D-day en wachten op het moment van de invasie. Even dreigt slecht weer roet in het eten te gooien, maar als zich een korte weersverbetering voordoet geeft de opperbevelhebber van de geallieerden, generaal Eisenhower, het teken dat de invasie gaat beginnen. Eerst volgen we de landing van de Britse en Amerikaanse parachutisteneenheden, en van de troepen die worden vervoerd in Airspeed Horsa zweefvliegtuigen. Hoogtepunten zijn de landing van Amerikanen in Sainte-Mère-Église en de overval van Britse eenheden op een strategisch belangrijke brug. Als de dag aanbreekt gaan de geallieerden aan land op de verschillende stranden. Veel aandacht is er voor de landing van Franse vrije troepen bij Ouistreham, de bestorming van de rots van Pointe du Hoc door de Amerikaanse Rangers en de slachting op het strand met de codenaam Omaha, waar de 1e en 29e Amerikaanse infanteriedivisie landden. De film eindigt met een collage van beelden waarin we zien dat de geallieerden de verschillende bruggenhoofden consolideren.

## Rolverdeling

### Amerikanen
| Acteur          | Personage                                                                                       |
| --------------- | ----------------------------------------------------------------------------------------------- |
| Eddie Albert    | Kolonel Thompson                                                                                |
| Paul Anka       | US Army Ranger                                                                                  |
| Richard Beymer  | Soldaat 'Dutch' Schultz                                                                         |
| Red Buttons     | Soldaat John Steele                                                                             |
| Ray Danton      | Kapitein Frank                                                                                  |
| Fred Dur        | U.S. Army Ranger Majoor                                                                         |
| Fabian Forte    | U.S. Army Ranger                                                                                |
| Mel Ferrer      | Generaal-majoor Robert Haines                                                                   |
| Henry Fonda     | Brigadegeneraal Theodore Roosevelt jr., Asst. Commandant 4th Infantry Div.                      |
| Steve Forrest   | Kapitein Harding                                                                                |
| Henry Grace     | Generaal Dwight D. Eisenhower, Geallieerd opperbevelhebber                                      |
| Peter Helm      | Jonge G.I.                                                                                      |
| Jeffrey Hunter  | Sergeant (later Luitenant) John H. Fuller                                                       |
| Alexander Knox  | Generaal-majoor Walter Bedell Smith, SHAEF Stafchef                                             |
| Dewey Martin    | Soldaat Wilder                                                                                  |
| Roddy McDowall  | Soldaat Morris                                                                                  |
| John Meillon    | Admiraal Alan G. Kirk, Hoge V.S. marine bevelhebber                                             |
| Sal Mineo       | Soldaat Martini                                                                                 |
| Robert Mitchum  | Brigadegeneraal Norman Cota, Asst. Commandant 29th Infantry Div.                                |
| Edmond O'Brien  | Generaal-majoor Raymond O. Barton, Commandant 4th Infantry Div.                                 |
| Ron Randell     | Joe Williams                                                                                    |
| Robert Ryan     | Brigadegeneraal James Gavin, Asst. Commandant 82nd Airborne Div.                                |
| Tommy Sands     | U.S. Army Ranger                                                                                |
| George Segal    | U.S. Army Ranger                                                                                |
| Rod Steiger     | Commandant torpedobootjager                                                                     |
| Nicholas Stuart | Luitenant-generaal Omar Bradley, Commandant US First Army                                       |
| Tom Tryon       | Luitenant Wilson                                                                                |
| Robert Wagner   | U.S. Army Ranger                                                                                |
| John Wayne      | Luitenant-kolonel Benjamin Vandervoort, Commandant 2nd Battalion, 505th Parachute Infantry Reg. |
| Stuart Whitman  | Luitenant Sheen                                                                                 |

### Britten
| Acteur            | Personage                                                                                         |
| ----------------- | ------------------------------------------------------------------------------------------------- |
| Patrick Barr      | Group Captain (Colonel)James Martin Stagg, Royal Air Force, Commandant Meteorologische Dienst     |
| Richard Burton    | Luitenant David Campbell, RAF-piloot                                                              |
| Bryan Coleman     | Ronald Callen, oorlogsverslaggever                                                                |
| Sean Connery      | Soldaat Flanagan, 3e Infanterie Divisie                                                           |
| Leo Genn          | Brigade-generaal Edwin P. Parker jr. (commandant US 78th Infantry Division)                       |
| John Gregson      | Brits aalmoezenier 1st Airborne Division                                                          |
| Donald Houston    | RAF-piloot op luchtmachtbasis                                                                     |
| Simon Lack        | Luchtmacht generaal Trafford Leigh-Mallory, bevelhebber geallieerde luchtstrijdkrachten           |
| Peter Lawford     | Brigadegeneraal Lord Lovat, bevelhebber 1st Special Service Brigade                               |
| Michael Medwin    | Soldaat Watney, Universal Carrier chauffeur, 3e Infanterie Divisie                                |
| Kenneth More      | Kapitein ter zee Colin Douglas Maud, Royal Navy - Beachmaster/Commodore                           |
| Louis Mounier     | Luchtmacht Luitenant-generaal Arthur William Tedder, Plaatsvervangend geallieerd opperbevelhebber |
| Leslie Phillips   | Officier Royal Air Force                                                                          |
| Trevor Reid       | Generaal Bernard Montgomery, bevelhebber geallieerde grondstrijdkrachten                          |
| John Robinson     | Admiraal Bertram Ramsay, bevelhebber geallieerde marinestrijdkrachten                             |
| Norman Rossington | Soldaat Clough                                                                                    |
| Richard Todd      | Majoor John Howard, 'D' Company, 2nd Battalion, Oxfordshire and Buckinghamshire Light Infantry    |
| Richard Wattis    | Britse Parachutist                                                                                |

### Fransen
| Acteur              | Personage                                                                        |
| ------------------- | -------------------------------------------------------------------------------- |
| Arletty Bathiat     | Madame Barrault                                                                  |
| Jean-Louis Barrault | Louis Roulland                                                                   |
| André Bourvil       | Burgemeester van Colleville                                                      |
| Pauline Carton      | Meid                                                                             |
| Irina Demick        | Janine Boitard                                                                   |
| Fernand Ledoux      | Louis                                                                            |
| Christian Marquand  | kapitein luitenant ter zee Philippe Kieffer bevelhebber Franse marine commando's |
| Madeleine Renaud    | Moeder-overste                                                                   |
| Georges Rivière     | Sergeant Guy de Montlaur                                                         |
| Jean Servais        | Schout-bij-nacht Janjard                                                         |
| Georges Wilson      | Alexandre Renaud                                                                 |

### Duitsers

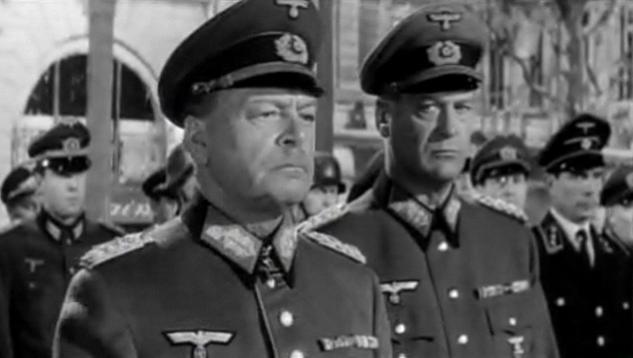
Paul Hartmann en Curd Jürgens als resp. veldmaarschalk Gerd von Rundstedt en generaal Günther Blumentritt

| Acteur                   | Personage                                      |
| ------------------------ | ---------------------------------------------- |
| Hans Christian Blech     | Majoor Werner Pluskat                          |
| Wolfgang Büttner         | Luitenant Generaal Hans Speidel                |
| Gert Fröbe               | Onderofficier "Kaffeekanne"                    |
| Paul Hartmann            | VeldmaarschalkGerd von Rundstedt               |
| Werner Hinz              | Veldmaarschalk Erwin Rommel                    |
| Karl John                | Luitenant-generaal Wolfgang Häger              |
| Curd Jürgens             | Generaal van de Infanterie Günther Blumentritt |
| Til Kiwe                 | Kapitein Helmuth Lang                          |
| Wolfgang Lukschy         | Kolonel Generaal Alfred Jodl                   |
| Kurt Meisel              | Ernst Düring                                   |
| Richard Münch            | Generaal van de artillerie Erich Marcks        |
| Hartmut Reck             | Bernhard Bergsdorf                             |
| Heinz Reincke            | Kolonel Josef Priller                          |
| Ernst Schröder           | Kolonel Generaal Hans von Salmuth              |
| Heinz Spitzner           | Helmuth Meyer                                  |
| Wolfgang Preiss          | Generaal-majoor Max Pemsel                     |
| Peter van Eyck           | Luitenant-kolonel Ocker                        |
| Vicco "Loriot" von Bülow | Onbekend Duits officier                        |

## Voorgeschiedenis
De voormalige oorlogscorrespondent Cornelius Ryan vatte in de jaren vijftig het idee op een boek te schrijven over 6 juni 1944, een van cruciale dagen in de Tweede Wereldoorlog. Op die dag landden de geallieerden op de stranden van de kust van Normandië in Frankrijk; het begin van de slag om het westen van Europa. Ryan interviewde talloze soldaten, officieren en burgers van de verschillende landen die actief bij de dag betrokken waren, las oorlogsdagboeken en officiële gevechtsverslagen. Vervolgens schreef hij de tekst waarbij hij vooral het menselijk aspect van de oorlog liet zien. Het resultaat werd in 1959 gepubliceerd onder de titel The Longest day, June 6, 1944: D-day en was meteen een succes.
Filmproducent Darryl F. Zanuck was zeer geïnteresseerd in het boek, omdat hij graag een oorlogsfilm wilde maken die afweek van de traditionele oorlogsfilm uit Hollywood; geen heroïsche heldendaden, maar het verhaal van de gewone soldaten en officieren. Zanuck onderhandelde met Ryan en kocht de filmrechten voor 175.000 dollar, terwijl hij Ryan ook inhuurde voor het scenario. Zanuck nam een enorm financieel risico. Het totale budget zou oplopen tot 10 miljoen dollar. Hiermee was The Longest Day lange tijd de duurste zwart-witfilm ooit gemaakt. Dit record werd in 1993 verbroken door Schindler's List. Om te bevorderen dat de film zou aanslaan probeerde Zanuck zoveel mogelijk sterren in te huren voor de verschillende rollen; veteranen als Robert Mitchum en John Wayne, maar ook tienersterren als Fabian en Paul Anka voor de jonge generatie bioscoopgangers. Al die sterren ondergroeven echter tegelijk het idee om The Longest Day te zien als docudrama.

## Scenario
Afgezien van Ryan werkten verschillende scenaristen mee aan het scenario. Romain Gary, James Jones, David Pursall en Jack Seddon leverden allemaal een bijdrage, terwijl ook Zanuck zich er intensief mee bemoeide. Aangezien Zanuck en Ryan een grote hekel aan elkaar hadden moest coproducent Elmo Williams voortdurend tussen beide mannen bemiddelen en de vrede bewaren.

Een groot aantal militaire adviseurs werd aangetrokken om de film en het scenario zo goed mogelijk te maken. De meeste van deze adviseurs hadden tijdens de Tweede Wereldoorlog gediend en sommigen worden door acteurs in de film verbeeld. Aan Duitse kant waren de adviseurs: Günther Blumentritt (ex-generaal Duitse Wehrmacht), Max Pemsel (ex-generaal Duitse Wehrmacht), Werner Pluskat (voormalig officier Wehrmacht), Lucie Rommel (weduwe van veldmaarschalk Rommel) en Josef Priller (piloot bij de Luftwaffe). Voor de Franse inbreng werden Philippe Kiefer (ex-aanvoerder van de Franse commando’s) en Pierre Koenig (ex-bevelhebber Vrije Fransen) geconsulteerd, terwijl de Amerikaans generaal James Gavin de Amerikanen vertegenwoordigde. De Britse kant van de zaak werd toegelicht door de voormalige Britse generaal Frederick Morgan, Lord Lovat (bevelhebber Britse commando’s) en John Howard (ex-majoor Britse paratroepen).

## Acteurs
Producent Daryl Zanuck wilde graag zoveel mogelijk sterren in de film. Hij slaagde erin een grote sterrencast samen te stellen met acteurs als John Wayne, Kenneth More, Richard Todd, Robert Mitchum, Richard Burton, Sean Connery, Henry Fonda, Red Buttons, Rod Steiger, Leo Genn, Peter Lawford, Gert Fröbe, Irina Demick, Bourvil, Curd Jürgens, Robert Wagner, Paul Anka en Arletty. Een groot aantal van hen heeft eigenlijk alleen een soort veredelde cameo in de film.
Voor de rol van de opperbevelhebber van de Geallieerde strijdkrachten in Europa, Dwight Eisenhower, wilde Zanuck Eisenhower zelf vragen. Die had wel belangstelling maar was inmiddels aanmerkelijk verouderd. Zijn taak als president van de Verenigde Staten had zijn tol geëist. De make-upafdeling deed een poging, maar moest al snel toegeven dat het niet zou lukken om Eisenhower er overtuigd te laten uitzien als zijn jongere zelf. De rol ging uiteindelijk naar Henry Grace, die opvallend veel op Eisenhower leek. Grace was alleen geen acteur, maar betrokken bij het inrichten van filmsets. Zijn uiterlijk gaf de doorslag.
Alle sterren kregen een standaardbedrag van 25.000 dollar voor hun rol. De enige die hier bezwaar tegen maakte was John Wayne. Hij zou de rol spelen van luitenant-kolonel Ben Vandervoort, aanvoerder van de Amerikaanse para’s die moesten landen bij Sainte-Mère-Église. Charlton Heston was lang in de race voor deze rol, maar viel af toen Wayne op het laatste moment werd gecontracteerd. Probleem was dat John Wayne inmiddels 54 was, 27 jaar ouder dan Vandervoort was in 1944. Nadat Wayne zijn contract had getekend, las hij een interview met Daryl Zanuck. Daarin vertelde de producent dat hij weinig op had met acteurs met hun eigen productiemaatschappij. Als voorbeeld gaf hij de film The Alamo (1960), die door Wayne was geproduceerd. De film was een financieel fiasco. Wayne ontstak in grote woede en zei tegen Zanuck dat hij de rol van Vandervoort alleen zou spelen als hij 250.000 dollar kreeg. De producent ging door de knieën. Wayne werd op de set met de nek aangekeken door de meeste acteurs. Veel van hen hadden tijdens de Tweede Wereldoorlog actief aan de gevechten deelgenomen, terwijl Wayne zich volgens hen had gedrukt en films was blijven maken.
Een andere acteur die eigenlijk te oud was voor zijn rol was Robert Ryan. Ryan was 52 en speelde de rol van generaal-majoor James Gavin die 37 was op D-day. Gavin was een van de jongste generaals uit de Tweede Wereldoorlog en zag er ook jong uit. Robert Ryan lijkt totaal niet op hem. Dit was wel het geval met de veel jongere Mel Ferrer, die ook in de race was voor de rol. Problemen met de filmschema’s zorgden ervoor dat Ferrer de rol van Gavin moest laten schieten.
Sean Connery, die in 1962 nog vrijwel onbekend was, speelde een Britse soldaat die voortdurend pech heeft. Zanuck vond hem een verschrikkelijke acteur, die er slordig uitzag en nauwelijks in staat was zijn tekst te reproduceren. Niet veel later zou Connery doorbreken met zijn bekendste rol, die van James Bond.

Acteur Richard Todd speelde de rol van majoor John Howard, de bevelhebber van de Britse eenheid die met zweefvliegtuigen werd aangevoerd en de Ornebrug veroverde. Todd was in de Tweede Wereldoorlog een van de para’s die de eenheid van Howard ontzette. Na de oorlog was hij acteur geworden en kreeg van Zanuck het aanbod zichzelf te spelen. Todd wilde echter een grotere rol en koos ervoor om Howard neer te zetten. In de film zegt een acteur tegen Todd in zijn rol als Howard, dat ze alleen nog maar hoeven te wachten op de versterking in de vorm van de Britse para’s. Todd antwoordt dan: "De parachutisten zijn altijd te laat". Dit was een privégrapje van Todd, die in juni 1944 zelf bijna te laat bij de brug arriveerde. De Britse acteur Dirk Bogarde werd gevraagd de rol van de Britse para-aalmoezenier te spelen die wanhopig aan het duiken is naar zijn koffertje. Bogarde weigerde de rol. In de film arriveert Peter Lawford in zijn rol als Lord Lovat bij de Ornebrug. Hij is vergezeld door een doedelzakspeler. In 1944 was dat Bill Millin. Velen zijn overtuigd dat Millin zichzelf speelde in de film, maar dat is niet zo. Die rol werd vervuld door majoor Leslie de Laspee, die in 1961 de officiële doedelzakspeler was voor de Britse koninklijke familie.
Roddy McDowall is in The Longest Day kort te zien als een Amerikaans soldaat die landt op Utah Beach. Eigenlijk was hij niet eens gecast, maar Dowell verveelde zich stierlijk in Italië waar hij betrokken was bij de opnamen van de film Cleopatra. De filmopnamen werden steeds onderbroken en hij smeekte Zanuck om een rolletje. De rol van de para die aan de kerktoren van Sainte-Mère-Église hing, ging naar Red Buttons, een acteur bekend van zijn komische rollen. Zanuck castte hem, nadat hij de acteur was tegengekomen in een café in Parijs. Onder de acteurs die bedankte voor een rol als Amerikaans soldaat was Robert Evans. Hij was ontevreden met zijn bestaan als acteur en wilde zich gaan toeleggen op het produceren.
Een van de figuranten die te zien is bij de bestorming van Pointe du Hoc was Joseph Lowe, die in 1944 hetzelfde kunststukje in het echt deed. Lowe diende in 1961 bij de 505th Airborne Battle Group, welke eenheid door de VS werd aangeboden om mee te doen als figurant. Een van de weinige vrouwenrollen in de film is die van de Franse verzetsstrijdster. Zanuck had de rol al aangeboden aan Brigitte Bardot en Marina Vlady, maar die hadden er geen zin in. Niet lang daarna viel Zanucks oog op de Franse actrice Irina Demick die niet alleen de rol kreeg, maar ook de maîtresse van Zanuck werd. De enige Nederlander in de film is Arnold Gelderman, die de rol speelt van Duits soldaat en samen met Irina Demick in het water belandt.

## Historie of fictie
Hoewel de film wordt gebracht als een docudrama is het eigenlijk meer een heropvoering van de gebeurtenissen die zich afspeelden op 6 juni 1944 in Normandië. De film geeft in het algemeen een accuraat beeld van de invasie, maar onvermijdelijk zijn er ook fouten ingeslopen. Ondanks het feit dat de film bijna drie uur duurt, is er toch sprake van een zekere verdichting en romantisering van hetgeen zich tijdens de invasie afspeelde. Daarnaast zijn er fouten gemaakt bij het inzetten van voertuigen en uitrusting of zijn er zelfs historische fouten gemaakt. Hieronder een overzicht van grote en kleinere fouten

### Onjuistheden in weergave historische gebeurtenissen
- Het Canadese leger bestormde op 6 juni 1944 het strand met de codenaam Juno en vocht daarna dapper in Normandië. In de film is echter niets van de Canadese landing te zien.
- Hoewel er 1700 Afro-Amerikaanse soldaten deelnamen aan de landingen op D-day is er geen een te zien in de film. Dit leidde in 1963 tot een aanklacht van het NAACP wegens rassendiscriminatie.
- Als de paratroepers geland zijn, sluipen eenheden in de nacht door het Franse platteland. In de achtergrond zijn de geluiden te horen van kikkers. Het is het gekwaak van Amerikaanse kikkersoorten. Vermoedelijk is bij de geluidssynchronisatie gebruikgemaakt van Amerikaanse geluidsopnamen.
- Een van de dramatische hoogtepunten uit de film was het opblazen van een deel van een enorme stenen wal op het einde van Omaha Beach. Diverse soldaten sneuvelen om deze doorbraak te forceren. Als de muur wordt opgeblazen stromen soldaten erdoorheen en zij weten de Duitsers te verdrijven. In werkelijkheid was er weliswaar een stenen muur op Omaha Beach, maar die was niet veel hoger dan een meter. Ook was deze muur niet bedoeld als verdedigingsmiddel, maar bedoeld voor het tegengaan van erosie. Het muurtje werd door de uitgeputte overlevenden gebruikt als dekking. Het verhaal van het opblazen van de zeemuur is dus volslagen onzin.
- Ook Cornelius Ryan had een foutje gemaakt. In zijn boek beschrijft hij het casino van Ouistreham dat werd bestormd door Franse troepen. Er was voor de opnamen een hele set gebouwd van Ouistreham, inclusief casino, en net op het moment dan men wilde filmen ontdekte een van de onderzoekers dat er helemaal geen casino was in Ouistreham op 6 juni 1944. Het was vernietigd tijdens de voorbereidingen voor de verdediging en vervangen door een bunker. Zanuck liet echter de werkelijkheid even voor wat het was en filmde de aanval met het casino.
- Tijdens de landingen van de parachutisten brak luitenant-kolonel Ben Vandervoort zijn enkel. In de film wordt gesuggereerd dat het om een gecompliceerde breuk gaat. Dit zou betekenen dat er bloed zichtbaar moet zijn en/of de botten uit de wond steken. Hiervan is echter niets te zien. Het zou verder onmogelijk zijn dat iemand met een gecompliceerde breuk zou kunnen hinken zoals in de film is te zien.
- Landingen van parachutisten werden altijd voorafgegaan door landingen van de zogenaamde pathfinders, para's die de landingszones moesten markeren. In de film is te zien hoe Britse pathfinders per ongeluk terechtkomen in het hoofdkwartier van generaal Von Salmuth, bevelhebber van het Vijftiende leger. Maar dat was onmogelijk; Von Salmuths hoofdkwartier bevond zich aan het Nauw van Calais. In werkelijkheid landden de pathfinders in het hoofdkwartier van generaal Reichert, bevelhebber van de 711e divisie in Normandië.
- Een van de hoogtepunten uit de film is de verschijning van beachmaster commander Colin Maude met zijn buldog die de Britse troepen aanspoort het strand snel te verlaten. In de film staat Maude echter op het verkeerde strand; een Brits strand en niet Juno Beach waar de Canadezen landden. Zijn hond, Winnie, was een Duitse herder en geen bulldog zoals in de film. Verder klopt het uniform van Maud niet; hij heeft de onderscheidingstekens van een captain (vier strepen), in plaats van de drie strepen van een commander.
- Wonderlijk is de scène waarbij de Franse boer staat te juichen als het geallieerde scheepsbombardement losbarst en de boerderij wordt getroffen. De Duitsers hadden iedereen bij de kust weggehaald en een boerderij met uitzicht op de zee zouden ze zeker niet gespaard hebben, uit angst dat iemand seinen zou kunnen afgeven aan passerende schepen. Daarnaast zou het scheepsbombardement de boerderij en alles wat er in zat compleet aan flarden hebben geschoten; alleen al drukgolven van de exploderende scheepsgranaten zouden de boer en de boerin terstond hebben gedood.

### Onjuistheden in voertuigen, vliegtuigen en uitrusting
- Bij de landingen zijn landingsboten te zien van het type LCM-8. Dit type werd pas gebouwd in 1954.
- Bij de voorbereidingen van de landingen zien we ook landingsboten die in het ruim van een schip worden geladen. Deze schepen waren niet aanwezig bij D-day.
- Op het moment dat de geallieerde marine zich opmaakt om de stranden te beschieten is een groep vliegtuigen te zien. De vliegtuigen die zijn te zien, zijn Douglas A-1 Skyraiders, die pas eind jaren veertig werden geïntroduceerd.
- Oberstleutnant Josef Priller en Unteroffizer Heinz Wodarczyk vlogen op 6 juni met hun Focke-Wulf Fw 190 naar de stranden. In de film is dit ook te zien, alleen is het getoonde type de Messerschmitt Bf 108 Taifun
- In de film is te zien hoe Amerikaanse para's uit een Britse Lancaster springen. Dat waren bommenwerpers; de para’s werden vervoerd met Douglas C-47 Skytrain's. Ook is te zien dat de jumpmaster bij de deur van het vliegtuig staat en roept: "Go! Go!", waarna de para’s springen. Op D-day was voor dit soort zaken geen tijd. De jumpmaster sprong als eerste, direct gevolgd door de rest van de para's.
- Amerikaanse soldaten die in de film zijn uitgerust met een Thompsonpistoolmitrailleur hebben de verkeerde munitietassen bij zich, en wel die voor de M1 Carbine.
- De rangers die Pointe-du-Hoc bestormden droegen helmen met op de achterzijde een oranjekleurige ruit en een nummer van hun bataljon. In de film is hier niets van te zien.
- De soldaten van de 101e Luchtlandingsdivisie droegen op hun helm een insigne in de vorm van speelkaartsymbolen. In de film is hier niets van te zien.
- De film volgt onder andere soldaat Schulz, een Amerikaanse paratroeper die verdwaalt na de landing. In de film draagt de acteur die Schulz speelt niet de normale 'jump boots' van de para's maar de zogenaamde gevechtsschoenen van de infanterie. Dit type schoen werd pas na juni 1944 algemeen. Op D-day droeg de infanterie veldschoenen en canvas enkelbanden.
- Acteur Peter Lawford die de rol van Lord Lovat vertolkt draagt in de film een karabijn van het type Mannlicher Schoenauer Model 1903. De wat excentrieke Lovat droeg echter altijd een oud Winchestergeweer.

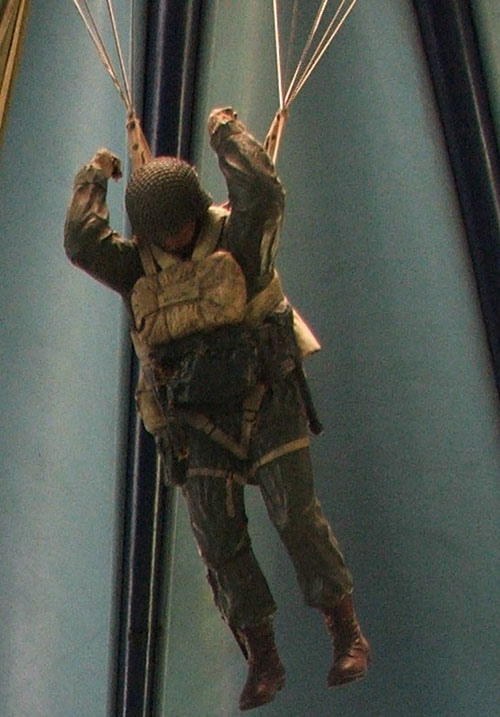
'Paradummy' filmrekwisiet in het Airborne Museum te Sainte-Mère-Église in Frankrijk

- In de film is een geavanceerde rubber pop te zien met de naam 'Rupert'. Deze heeft het uiterlijk van een Amerikaanse para in miniatuur. In de film wordt de suggestie gewekt dat bij de landing een mechanisme in werking zou worden gesteld dat het geluid van geweer- en mitrailleurvuur zou weergeven en dat er vuurwerk tot ontsteking zou komen. In werkelijkheid was de 'Rupert'-paradummy echter een met zand of stro gevulde jute zak, die maar een vage gelijkenis met een menselijke lichaam had. Bij het neerkomen van de pop kwam een explosief tot ontploffing dat de pop totaal verwoestte, juist om te voorkomen dat de Duitsers zouden ontdekken dat het maar een pop was. De geluiden van geweer- en mitrailleurvuur kwamen van SAS-eenheden die met de circa 500 Ruperts werden gedropt. De SAS-soldaten speelden platen met oorlogsgeluiden af, gooiden rookgranaten en schoten met hun eigen wapens.
- In de scène waarin de 'Ruperts' gedropt worden, is Duits luchtafweer te zien. Prominent in beeld draait een luchtdoelkanon zijn vier lopen omhoog en vuurt in de lucht. Dit stelt de Duitse Flakvierling voor, maar die zag er heel anders uit. In werkelijkheid is het de Amerikaanse Maxson M45 Quadmount.

### Onjuistheden in achtergronden, decors, taal
- In het begin van de film is een groep marcherende Duitse soldaten te zien. Achter hen is even de achterkant van een Citroën 2CV te zien. De 2CV werd echter pas in 1948 geïntroduceerd.
- In de film is de Duitse generaal Max Pemsel te zien. De Duitse acteur Wolfgang Preiss, die Pemsel speelt, zegt op zeker moment: "Wir haben starke RADAR-störungen". In 1944 gebruikten de Duitsers het woord 'radar' echter nog niet. Men sprak destijds van "Funkmeßgeräte".
- In de film is te zien hoe Franse verzetslieden de telefoonlijnen van de Duitsers saboteren. We horen vervolgens een Duitse soldaat boos: "Hello, hello!" roepen, in plaats van het Duitse "Hallo, hallo!"

## Productie

### Budget
Het maken van The Longest Day zou uiteindelijk 10 miljoen dollar kosten. Daarmee zou de film lange tijd de duurste zwart-witproductie blijven. Pas in 1993 werd dit record gebroken door de film Schindler's List. Op het moment dat producent Daryl F. Zanuck aan de opnamen wilde beginnen hoorde hij dat de studio 20th Century Fox alleen akkoord wilde gaan als Zanuck met een vast budget zou gaan werken. De reden hiervoor was dat de film Cleopatra, die 20th Century Fox op dat moment in Italië aan het opnemen was, ver over zijn budget was gegaan. Zanuck accepteerde de eis van Fox en toen het budget verbruikt was, gebruikte hij zijn eigen geld om de film af te maken. Toch dreigde de studio de stekker uit het project te trekken. Zanuck vloog naar New York om het project te redden. Dat lukte hem, al zat het Fox niet lekker dat de film 10 miljoen dollar ging kosten; zeker niet toen bleek dat Cleopatra al 40 miljoen had gekost. Cleopatra kostte uiteindelijk 44 miljoen en ondanks het succes in de bioscopen kon Fox de kosten ervan niet terugverdienen. Het succes van The Longest Day redde Fox echter van de financiële ondergang.

### Locaties
De film werd opgenomen in Frankrijk op het Île de Ré, het Salecciastrand in Saint-Florent, Haute-Corse op Corsica en Port-en-Bessin-Huppain bij Bayeux, dat model stond voor Ouistreham. Er werden ook opnamen gemaakt op historische plaatsen, zoals de Pegasusbrug (de voormalige Orne-brug) bij Bénouville in Calvados, het plaatsje Sainte-Mère-Église, en de rots Pointe du Hoc. De Studio's de Boulogne in Boulogne-Billancourt werden gebruikt voor de binnenopnamen. Vlak voordat Zanuck de opdracht gaf om te filmen op Corsica kreeg de producent bezoek van een man die zei dat hij alle eigenaren van de Corsicaanse stranden vertegenwoordigde. Hij vertelde de verbijsterde Zanuck dat hij 15.000 dollar wilde hebben als vergoeding voor het gebruik van de stranden. Als Zanuck niet zou betalen dan zou hij worden geconfronteerd met de eigenaren, die in moderne auto’s over de stranden zouden rijden. Zanuck ging door de knieën en betaalde. Later hoorde hij dat er helemaal geen privéstranden op Corsica waren en dat hij was opgelicht. Pas na acht jaar procederen kreeg Zanuck zijn geld terug.

### Voorbereidingen
Zanuck kon beschikken over tweeëntwintig oorlogsschepen van de Amerikaanse Zesde Vloot die tussen 21-30 juni 1961 manoeuvres hielden bij Corsica. Tijdens de opnames moest Zanuck er wel voor zorgen dat de camera’s niet per ongeluk het vliegdekschip van de vloot filmden. De Amerikaanse marine zorgde ook voor landingsvaartuigen - al waren die eigenlijk te modern. Met name de USS Springfield en USS Little Rock, twee lichte kruisers die nog stamden uit de Tweede Wereldoorlog, werden ter beschikking gesteld. Ze zijn in de film goed te zien, en er is niet geprobeerd te verhullen dat beide schepen intensief werden aangepast na de oorlog. Zanuck, die op een gegeven ogenblik meer soldaten onder zich had dan elke andere bevelhebber uit de Tweede Wereldoorlog, beschikte ook over vele figuranten. De Verenigde Staten, het Verenigd Koninkrijk, en Frankrijk stelden circa 23.000 soldaten ter beschikking. Deze figuranten speelden vaak afwisselend de rol van Amerikaans, Brits of Duits soldaat. Er waren namelijk geen Duitse soldaten of figuranten. Frankrijk stelde zo’n duizend Franse commando’s beschikbaar.
Op het laatste moment werd John Wayne gecontracteerd voor de rol van luitenant-kolonel Vandervoort. Wayne eiste niet alleen een salaris van 250.000 dollar (tegen de 25.000 dollar die de rest van de sterren kreeg) maar ook een aparte vermelding op de aftiteling. Alle acteurs werden in alfabetische volgorde genoemd, alleen Wayne wordt apart genoemd. Zanuck plaatste de naam van John Wayne wel apart, maar achteraan. Hiermee voldeed hij aan de eis van Wayne, maar niet zoals deze gewenst had.
Zanuck die graag wilde dat de film historisch verantwoord was, zocht stad en land af naar geschikte vliegtuigen. Hij stuitte op vier Spitfires MK9's, die door de Belgische luchtmacht werden gebruikt als oefendoelwit. Onder toezicht van de vroegere Spitfirepiloot Pierre Laureys (340 squadron RAF), werden de vliegtuigen opnieuw uitgerust met motoren van Rolls Royce en verder gereviseerd en voorzien van de juiste onderscheidingstekens. Ook vond Zanuck twee Messerschmitt Me-108 trainingsvliegtuigen die werden gebruikt door de Spaanse luchtmacht. Omdat er geen authentieke Horsa-zweefvliegtuigen meer waren liet Zanuck twee replica's bouwen door Airspeed, dat tijdens de oorlog de echte Horsa's had gebouwd.

### Opnamen
Er werkten in totaal vijf regisseurs aan de film:
- Ken Annakin voor de Britse en Franse buitenopnamen
- Andrew Marton voor de Amerikaanse buitenopnamen
- Bernhard Wicki voor de Duitse buitenopnamen
- Gerd Oswald voor de parachutistenlanding
- Darryl F. Zanuck (al geeft de titelrol dit niet aan).

Opvallend aan de film is dat voor het eerst alle personages in hun eigen taal spreken en niet zoals in Hollywood gebruikelijk is alleen Engels.
Tijdens de opnames van de landing op Omaha Beach wilden de meeste figuranten niet in het water springen omdat ze bang waren dat dit te koud zou zijn. Acteur Robert Mitchum, die de rol van generaal Norman Cota speelde, spoorde hen aan dit toch te doen door zelf als eerste in het water te springen.
Acteur Kenneth More, die de rol van commander Colin Maud speelt, moest tijdens de opnamen met een shillelagh, een soort stok die wordt gebruikt als handwapen, op de motorkap van een brencarrier slaan. De shillelagh die hij hanteerde was door de echte Colin Maud gebruikt tijdens de invasie en door hem ter beschikking gesteld. Majoor John Howard schonk de helm die hij droeg op D-Day aan acteur Richard Todd, die hem speelde in de film.
Voor de opnamen van het gevecht rondom het casino in Ouistreham werd een helikopter gebruikt, een Alouette die werd gevlogen door Gilbert Chomat. De acht minuten durende opname die werd gemaakt vanuit de helikopter is in de film in zijn geheel te zien. De opnames van de landing van de Amerikaanse parachutisten in het dorpje Sainte-Mère-Église werden gemaakt op historische grond. Zanuck liet het dorpje afsluiten voor alle verkeer, de winkels sluiten en de elektriciteit afsluiten. Toch werd de landing in de nacht door echte parachutisten bijna een ramp. Slechts twee para’s landden op het pleintje. Vrijwel iedereen raakte gewond en één para brak beide benen. Zanuck schrok zo van al deze ellende dat alle landingen vanuit een vliegtuig werden geschrapt en vervangen door sprongen vanaf een hoge kraan.

## Versies
In 1994, op de 50e verjaardag van D-dag, verscheen op VHS een ingekleurde versie; deze is nooit op dvd verschenen.

## Varia
Een alternatieve beschrijving door een destijds 12-jarig Frans meisje dat getuige was van de gevechtshandelingen en daarbij ernstig gewond raakte  verscheen in 1981 in het Engels:
- Geneviève Duboscq ´My Longest Night: A Twelve-Year-Old Heroine's Stirring Account of D-Day and After¨
- Geneviève Duboscq ´Mijn langste nacht - de nacht van 5 op 6 juni in de moerassen tond Sainte-Mère-Eglise¨, uitg. Hollandia, Baarn

## Prijzen en nominaties
In 1962 won The Longest Day de Academy Awards voor:
- Beste cinematografie (2x, voor Jean Bourgoin en Walter Wottitz)
- Beste special effects

De film won verder:
- 1962 - de NBR Award voor beste film - Engelstalig
- 1963 - de Eddie Award voor beste montage
- 1963 - de David di Donatello Awards voor beste buitenlandse film
- 1963 - de Golden Globe voor beste cinematografie – zwart-wit
- 1963 - de Golden Laurel voor Top Action Drama